# Новые Гебриды
Но́вые Гебри́ды (англ. New Hebrides [ˌnjuː ˈhɛbɹɪdiz]) — архипелаг в юго-западной части Тихого океана и историческое название государства Вануату, республики, расположенной на островах Эспириту-Санто, Амбрим, Эфате и других (всего более 80) упомянутого архипелага. Относится к Меланезии.

## История
Острова были открыты португальским мореплавателем Педро Фернандесом де Киросом в 1606 году. В 1770-х годах острова исследовал английский мореплаватель Джеймс Кук, который дал им название «Новые Гебриды» в честь Гебридских островов, расположенных в Атлантическом океане к западу от Шотландии.
С 1906 по 1980 год являлись совместным колониальным владением (кондоминиумом) Великобритании и Франции.
После капитуляции Франции летом 1940 года Новые Гебриды стали первым французским владением, присоединившимся к «Свободной Франции» генерала де Голля — 22 июля 1940 года о признании и присоединении к «Свободной Франции» объявил французский комиссар-резидент кондоминиума А. Сото.
С 30 июля 1980 года официальное название Новых Гебрид как государства — Республика Вануату.

## Денежная единица
В колониальный период монеты для архипелага чеканил Парижский монетный двор. Денежная единица до 1983 года — новогебридский франк (100 сантимов = 1 франк), после 1983 года — вату.